# Arkanoid vs Space Invaders
Arkanoid vs Space Invaders (アルカノイド vs スペースインベーダー Arukanoido Basasu Supēsu Inbēdā?) es un juego móvil de pago desarrollado por Taito y publicado por Taito en Japón y Square Enix en todo el mundo. Como sugiere su nombre, es un cruce entre Arkanoid y Space Invaders y presenta elementos de juego adaptados de ambos juegos. El juego fue lanzado sin ningún anuncio previo por Square Enix a nivel internacional el 17 de mayo de 2017.

## Jugabilidad
El juego incluye elementos tomados de Space Invaders y Arkanoid. El jugador maniobra la nave espacial Vaus a lo largo de la región azul situada en la parte inferior de la pantalla, y debe desviar una bola en una formación de ladrillos y alienígenas de Space Invaders. El jugador deberá evitar los disparos de este último, aunque el jugador puede desviar los disparos a los alienígenas. El objetivo de cada etapa es destruir la formación de ladrillos y los extraterrestres, y el jugador avanzará a la siguiente etapa una vez que se haya completado este objetivo. El jugador tendrá que atravesar varios mundos diferentes, cada uno con cuatro etapas. En la etapa final, el jugador tendrá que luchar contra un jefe final antes de continuar. Una vez que se haya completado un mundo, el jugador adquirirá un encendido aleatorio en forma de personajes que representan propiedades antiguas de Taito, como Bubble Bobble, Darius y Psychic Force.

## Personajes de Taito
| Año  | Personajes       | Origen                          |
| ---- | ---------------- | ------------------------------- |
| 1982 | Soldado          | Front Line                      |
| 1983 | Espía            | Elevator Action                 |
| 1983 | Chack'n          | Chack'n Pop                     |
| 1983 | Monsta           | Chack'n Pop                     |
| 1985 | Reika            | Time Gal                        |
| 1985 | Kage             | The Legend of Kage              |
| 1985 | Ptolemy          | The Fairyland Story             |
| 1986 | Bub              | Bubble Bobble                   |
| 1986 | Bob              | Bubble Bobble                   |
| 1986 | Drunk            | Bubble Bobble                   |
| 1986 | Sayo-chan        | KiKi KaiKai                     |
| 1987 | Bubby            | Rainbow Islands                 |
| 1987 | Kunoichi         | The Ninja Warriors              |
| 1987 | Ninja            | The Ninja Warriors              |
| 1987 | Proco            | Darius                          |
| 1987 | Great Thing      | Darius                          |
| 1988 | Nancy            | Chase H.Q.                      |
| 1988 | Tiki             | The NewZealand Story            |
| 1990 | Sonic Blast Man  | Sonic Blast Man                 |
| 1991 | Zac              | PuLiRuLa                        |
| 1993 | Lufia            | Lufia & the Fortress of Doom    |
| 1995 | Tetsu-chan       | Densha de Go!                   |
| 1995 | Burn Griffiths   | Psychic Force                   |
| 1995 | Emilio Michaelov | Psychic Force                   |
| 1995 | Keith Evans      | Psychic Force                   |
| 1995 | Wendy Ryan       | Psychic Force                   |
| 1997 | Patra-co         | Cleopatra Fortune               |
| 1997 | Kaori Tachibana  | Kirameki Star Road              |
| 1997 | C-mond           | Puchi Carat                     |
| 2005 | Mr. ESC          | Exit                            |
| 2005 | Nico             | Spica Adventure                 |
| 2009 | Riga Pratica     | Dariusburst                     |
| 2009 | Ti2              | Dariusburst                     |
| 2009 | Iron Fossil      | Dariusburst                     |
| 2016 | Linka            | Groove Coaster 3: Link Fever    |
| 2016 | Nadia Vivie      | Arkanoid vs. Space Invaders     |
| 2016 | Niko Kanzaki     | Arkanoid vs. Space Invaders     |
| 2017 | Yume             | Groove Coaster 3EX: Dream Party |

## Recepción
Arkanoid vs. Space Invaders recibió críticas positivas de los críticos, que alabaron la amalgama de Arkanoid y Space Invaders, y abandonaron el modelo de aplicaciones móviles de uso gratuito. El juego actualmente tiene una puntuación de 85/100 en Metacritic. Eli Hodapp, de TouchArcade, afirma que "los universos Arkanoid y Space Invaders han sido encintados juntos de una manera que realmente funciona bastante bien" y que es "un rompehielos súper sólido con un giro interesante y sin chanchullos freemium". Chris Shilling de Waypoint describe el juego como "Crispado y colorido con una banda sonora enérgica de EDM, Arkanoid vs. Space Invaders es una golosina y adictiva golosina, como una bolsa de botellas de cola pero con un valor nutricional ligeramente mayor, y todo por el precio aproximado de una pinta de Londres". Jennifer Allen de Gamezebo comentó que "Arkanoid y Space Invaders es uno de esos movimientos perfectamente astutos que no sabías que podrían funcionar tan bien hasta que, bueno, lo hizo. En parte se basa en habilidades y en parte es un juego de rompecabezas. Es una combinación encantadora de dos clásicos icónicos. Aún mejor, no tendrás que sufrir el flagelo de las compras en la aplicación para disfrutarlo ". Sin embargo, ella criticó las batallas de los jefes al afirmar que "son un tanto deslucidas, que nunca están cumpliendo su potencial". Harry Slater, de Pocket Gamer, describió a Arkanoid vs. Space Invaders como "una mezcla de dos de las antiguas franquicias de Taito. Y en realidad es bastante interesante. Hay rebotes, hay bloques, hay oleadas de invasores alienígenas que intentan destruir el cosmos. eso puede sonar como una tonta mezcla, en realidad hay una buena cantidad de cohesión aquí". CJ Andrissen de Destructoid elogió el juego al afirmar que es "Uno de los mejores juegos móviles del año" y que "aquí hay mucho juego para disfrutar y sin anuncios, sin microtransacciones y sin necesidad de estar siempre conectado". Para Internet, Arkanoid vs. Space Invaders no encuentra la mayoría de las banderas rojas que la gente ondea al abandonar el mercado móvil. No es la mejor versión de Space Invaders, pero es la mejor versión de Arkanoid actualmente disponible ".